# Кошторис
Кошто́рис — затверджений у встановленому порядку або прийнятий належним чином фінансово-плановий документ, який містить відповідні статті й суми витрат коштів на утримання органів державної влади, установ та організацій; на виробничу діяльність, капітальне будівництво тощо.